# Xu Jiayu
Xu Jiayu (chiń. 徐嘉余; ur. 19 sierpnia 1995 w Wenzhou) – chiński pływak specjalizujący się w stylu grzbietowym, mistrz olimpijski w sztafecie 4 × 100 m stylem zmiennym (2024), mistrz świata i brązowy medalista mistrzostw świata na krótkim basenie, były rekordzista globu na krótkim basenie.

## Kariera pływacka
Na igrzyskach olimpijskich w 2012 roku z czasem 2:00,26 min zajął 28. miejsce na dystansie 200 m stylem grzbietowym. Dwa lata później, podczas igrzysk azjatyckich w Gwangju zdobył 4 medale. 
Na igrzyskach olimpijskich w Rio de Janeiro w 2016 roku z czasem 52,31 został wicemistrzem olimpijskim na dystansie 100 m stylem grzbietowym. W konkurencji 200 m w tym samym stylu zajął czwarte miejsce, uzyskując czas 1:55,16. Płynął także w sztafecie 4 × 100 m stylem zmiennym. Sztafeta chińska zakwalifikowała się do finału z czwartym czasem, ale w finale została zdyskwalifikowana ze względu na falstart na trzeciej zmianie.
Podczas mistrzostw świata na krótkim basenie w Windsorze zdobył brązowy medal na dystansie 100 m stylem grzbietowym.
W kwietniu 2017 roku na mistrzostwach Chin w konkurencji 100 m stylem grzbietowym pobił rekord Azji, uzyskawszy drugi wynik w historii (51,86), słabszy od rekordu świata o zaledwie 0,01 s. Trzy miesiące później, podczas mistrzostw świata w Budapeszcie zdobył dwa medale. Xu triumfował na 100 m stylem grzbietowym (52,44). Płynął także w sztafecie mieszanej 4 × 100 m stylem zmiennym, która ustanowiła w finale nowy rekord Azji i zajęła trzecie miejsce ex aequo ze sztafetą kanadyjską. Startował również na dystansach 50 i 200 m stylem grzbietowym i w obu tych konkurencjach uplasował się na piątej pozycji.
11 listopada 2018 roku podczas Pucharu Świata w Tokio ustanowił nowy rekord świata na dystansie 100 m stylem grzbietowym (48,88).

### Rekordy świata
| Konkurencja              | Basen      | Rezultat | Miejsce | Data              | Status                                   |
| ------------------------ | ---------- | -------- | ------- | ----------------- | ---------------------------------------- |
| 100 m stylem grzbietowym | 25-metrowy | 48,88 s  | Tokio   | 11 listopada 2018 | do 21 listopada 2020 Klimient Kolesnikow |